# Rostanga pulchra
Rostanga pulchra MacFarland, 1905 è un mollusco nudibranchio della famiglia Discodorididae.

## Biologia
Si nutre di spugne dei generi Acarnus (Acarnus erithacus), Axocielita (Axocielita originalis), Ophlitaspongia (Ophlitaspongia pennata) e delle specie Antho lithophoenix, Petrosia karykina e Plocamia karykina.